# IAR CV 11
IAR CV 11 là một mẫu thử máy bay tiêm kích của Romania vào năm 1930, do Elie Carafoli thiết kế, đây là máy bay nguyên bản đầu tiên của IAR.

## Tính năng kỹ chiến thuật (CV 11 với động cơ HS 12Mc)
Đặc điểm tổng quát
- Kíp lái: 1
- Chiều dài: 6.98 m (22 ft 10⅞ in)
- Sải cánh: 11.50 m (37 ft 8¾ in)
- Chiều cao: 2.46 m (8 ft 0¾ in)
- Diện tích cánh: 18.20 m2 (195.9 ft2)
- Trọng lượng rỗng: 1100 kg (2425 lb)
- Trọng lượng có tải: 1510 kg (3329 lb)
- Powerplant: 1 × Hispano-Suiza 12Mc, 373 kW (500 hp)

Hiệu suất bay
- Vận tốc cực đại: 329 km/h (204 mph)

Vũ khí trang bị
- 2 x Súng máy Vickers.303